# Varnéville
Varnéville è un comune francese di 56 abitanti situato nel dipartimento della Mosa nella regione del Grande Est.

## Società

### Evoluzione demografica
Abitanti censiti